# Polnische Legionen (1914–1918)

Emblem der Legionen

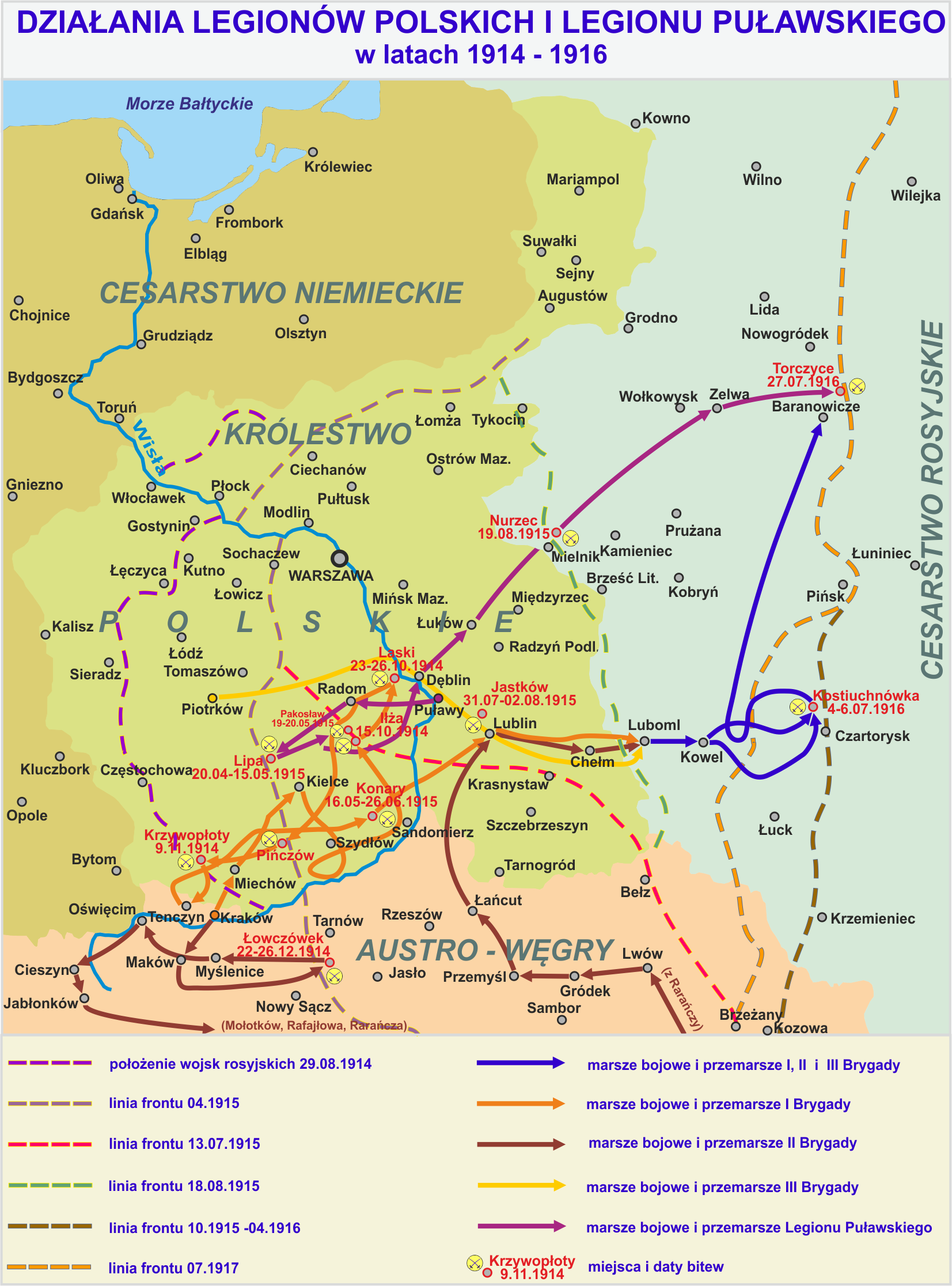
Marschrouten der Polnischen Legionen im Ersten Weltkrieg

Die Polnischen Legionen waren fast unabhängig operierende Formationen im Ersten Weltkrieg, sie waren zu Kriegsbeginn 1914 der k.u.k. Armee, ab 1916 dem deutschen Heer unterstellt und kämpften an der Ostfront gegen die Truppen des Zaristischen Russland.

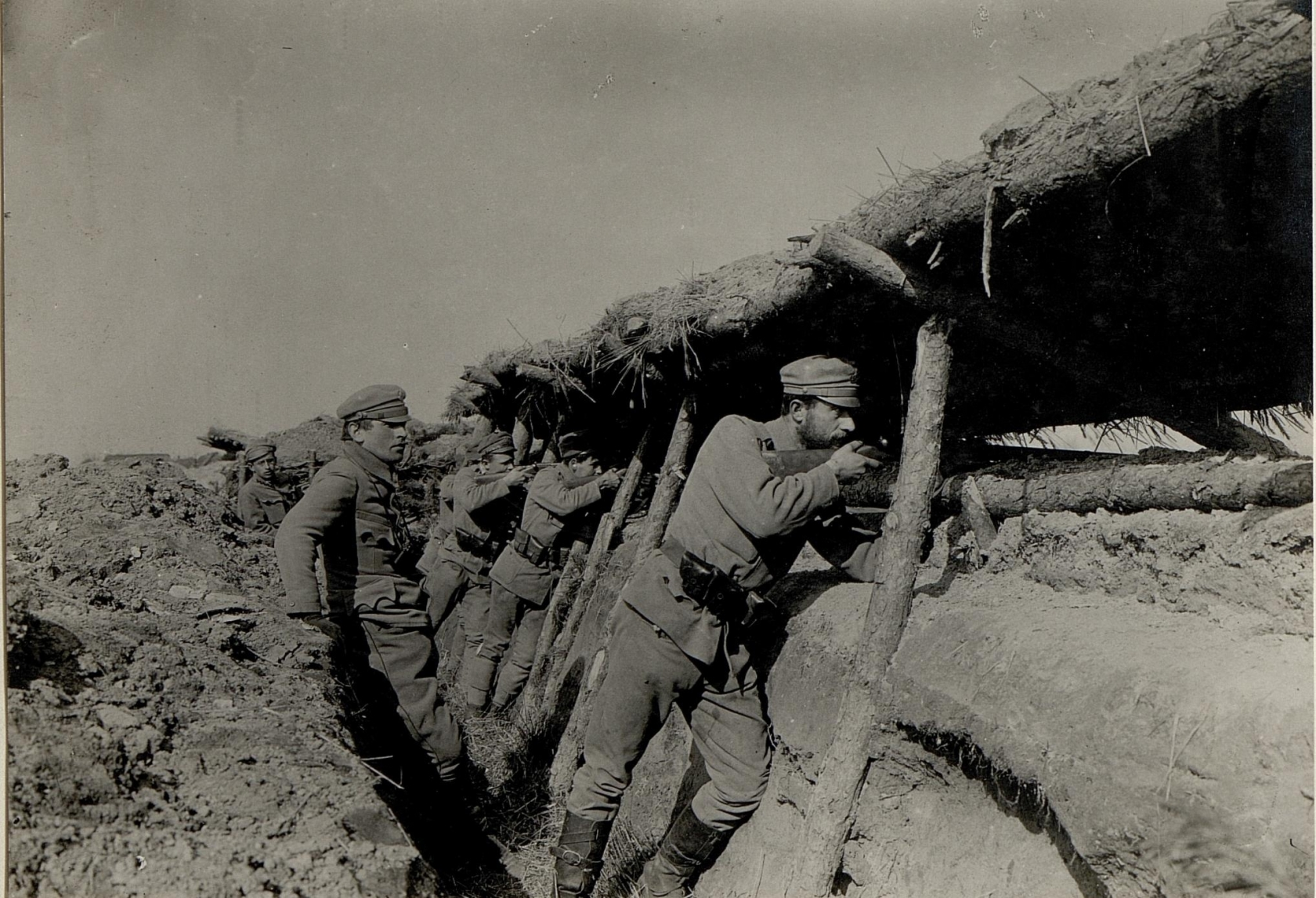
Schützengraben der I. Brigade bei Sobowice

## Aufstellung
Die Polnischen Legionen (polnisch: Legiony Polskie) wurden am 16. August 1914 in Galizien auf Initiative der Provisorischen Kommission der Konföderierten Unabhängigkeitsparteien (Komisja Tymczasowa Skonfederowanych Stronnictw Niepodległościowych) und der polnischen Mitglieder des österreichischen Parlamentes gegründet. Der Verband war eine unabhängige Formation der k.u.k. Armee und bestand anfangs aus zwei, später aus drei Brigaden.
- I. Brigade unter Józef Piłsudski, später Kazimierz Sosnkowski und Marian Żegota-Januszajtis (Personalstand 1915: ca. 5500 Soldaten)
- II. Brigade unter Ferdynand Küttner, später Józef Haller (Personalstand 1915: ca. 5000 Soldaten)
- III. Brigade unter Wiktor Grzesicki, später Stanisław Szeptycki, Zygmunt Zieliński und Bolesław Roja (Personalstand 1915: ca. 6000 Soldaten)

Józef Piłsudski mit seinen Soldaten vor dem Palast des Gouverneurs in Kielce (1914)

## Einsätze
Die Legionen standen ab August 1914 unter dem Oberbefehl von Feldmarschallleutnant Durski bei Sandomir als Reserve bei der k.u.k. 1. Armee. Während der Schlacht an der Weichsel war die I. Brigade (unter Piłsudski) der polnischen Legion dem k.u.k. I. Korps im Raum Iwangorod zugeteilt, dabei kam es am 22. Oktober bei Anielin und 26. Oktober bei Laski zu größeren Gefechten. 
Die anderen Legionen standen derweil bei der Armeegruppe Pflanzer-Baltin im Kampf gegen die russische 8. und 9. Armee am Dnjestr und in den Karpaten. Mitte Oktober 1914 deckte die Brigade unter Oberstleutnant Haller im Bereich der Gruppe des FML Attems (56. Honved-Division) den Eingang zum Pantyr-Pass im Raum Rafailowa gegenüber russischen Kräften bei Nadworna. Am 22. Oktober bekam die 2. Brigade unter FML Durski im Bereich der Armeegruppe Pflanzer-Baltin den Befehl einen entlasteten Vorstoß in Richtung auf Dolina und Stryj anzusetzen. Am 29. Oktober kam es dann zum unglücklichen Gefecht bei Mołotków, wonach die 2. Brigade zurückgehen musste. Am 10. Dezember führte die in die Beskiden verlegte 1. Brigade unter Piłsudski während der Schlacht bei Limanowa im Bereich der k.u.k. 4. Armee einen Vorstoß auf Kamienica durch, wurde dann aber zwischen 22. und 25. Dezember 1914 im Gefecht von Łowczówek von den russischen Truppen zurückgedrängt und verloren dabei 128 Tote und 342 Verwundete.
Ende Juni 1915 kam es infolge der österreichisch-deutschen Offensive zu einem allgemeinen Rückzug russischer Truppen aus der Region Sandomierz. Unter den Verfolgern befand sich auch die 1. Brigade der polnischen Legion, die am 4. Juli die Weichsel überquerte und in die Region Lublin nachrückte. Vom 31. Juli bis 3. August 1915 kam es in der Schlacht bei Jastków zwischen Einheiten der polnischen Legionen und der russischen Armee im Raum 12 km nordwestlich von Lublin zu einem größeren Zusammenstoß, welcher es der benachbarten österreichisch-ungarischen 2. Infanteriedivision ermöglichte, nach Krasienin vorzugehen.
Die polnischen Legionen kamen während des Großen Rückzuges im Herbst 1915 in der Nähe von Kostiuchnówka an und gingen dort am 27. September 1915 im Verband der k.u.k. 4. Armee wieder in den Stellungskrieg über. Im Juni 1916 zählten die Polnische Legionen insgesamt bereits 25.000 Soldaten. 
Während der Eröffnungsphase der Brussilow-Offensive kämpfte die Legion dann  zwischen 4. und 6. Juli 1916 in der Schlacht von Kostiuchnówka bei Rawalowka am Styr-Abschnitt gegen die russische 8. Armee. Den polnischen Streitkräften (etwa 6.500 Infanteristen und 800 Kavalleristen) stand dabei die Hälfte des russischen 46. Korps gegenüber. Infolge des Zusammenbruchs der k.u.k. Korpsgruppe Fath im Raum Kolki bei Czartorysk mussten sich auch die polnischen Streitkräfte unter Verlust von 2.000 Toten und Verwundeten zurückziehen.
Am 19. September 1916 wurde das sogenannte Polnische Hilfskorps – unter Einbeziehung der bisherigen Legionen – unter Führung von Stanisław Szeptycki gebildet. Nach der Gründung des Regentschaftskönigreichs Polen im November 1916 wurden die Polnischen Legionen unter deutsches Kommando gestellt. Józef Piłsudski trat am 14. Januar 1917 gegründeten Provisorischen Staatsrat des Regentschaftskönigreichs bei, stellte sich jedoch gegen den deutschen Wunsch nach einer Eingliederung der polnischen Truppen in das Deutsche Heer. Mitte Juli 1917 wurden die Legionen aufgelöst und deren Soldaten interniert, weil sie sich geweigert hatten, dem deutschen Kaiser in der so genannten Eidkrise (polnisch: Kryzys przysięgowy) den Lehnseid zu leisten. Nach dem Krieg und der Wiederherstellung Polens bildeten die Offiziere der Legionen das Rückgrat der Polnischen Armee.

## Nachkriegszeit
In der politischen Kultur des nun unabhängig gewordenen Polen der Zwischenkriegszeit nahm die Legion eine herausragende Stellung ein. Piłsudski übernahm 1926 durch einen Putsch seiner Legionsveteranen die Macht. Sie sollten diese bis 1939 behalten. Die Tradition der Legion wurde von staatlichen Medien und dem Bildungswesen massiv gefördert. Das populäre Lied der Legion Wir, die erste Brigade nahm in der Zweiten Republik die Rolle einer zweiten, inoffiziellen Nationalhymne ein. Sie wurde mit den anderen Elementen der Legionstradition im kommunistischen Polen verboten. Nach dem Fall der kommunistischen Diktatur wurde das Andenken an die Legion wieder Teil der offiziellen politischen Kultur Polens.

## Kommandeure
Oberkommandierende der Polnischen Legionen waren:
- Karol Durski-Trzaska (September 1914 bis Februar 1916)
- Stanisław Puchalski (bis November 1916)
- Stanisław Szeptycki (bis April 1917)
- Zygmunt Zieliński (bis August 1917)

## Bekannte Angehörige (Auswahl)
Prominente Offiziere der Polnischen Legionen waren unter anderem:
- Władysław Sikorski
- Stefan Dąb-Biernacki
- Edward Rydz-Śmigły
- Kazimierz Sosnkowski
- Jerzy Sosnowski

Zu den weiteren (später) bekannten Angehörigen zählten:
- Józef Beck
- Henryk Dobrzański
- Bolesław Bronisław Duch
- Michał Karaszewicz-Tokarzewski
- Tadeusz Kasprzycki
- Franciszek Kleeberg
- Tadeusz Klimecki
- Stanisław Mucha, Regimentsfotograf
- Leopold Okulicki
- Antoni Pająk
- Tadeusz Piskor
- Michał Rola-Żymierski
- Stefan Rowecki
- Wacław Stachiewicz
- Adam Wrzosek
- Jerzy Żuławski

## Museale Rezeption
In der Dauerausstellung zum Ersten Weltkrieg im Wiener Heeresgeschichtlichen Museum wird der Polnischen Legion ein eigener Bereich gewidmet. Darin sind Uniformen, Ausrüstungsgegenstände und Auszeichnungen ausgestellt.